# 2011년 이라크 시위
2011년 이라크 반정부 시위는 아랍의 봄 시위의 일부로, 2월 25일 "격노의 날"에 21명이 사망한 것을 포함해 총 35명이 사망했다.

## 배경
국민들의 불만을 잠재우기 위해서 이라크 총리 누리 알말리키는 2014년에 치러질 총선에 3선 출마를 하지 않을 것이라고 밝혔다. 그럼에도 불구하고 바그다드 등 주요 도시에 모인 시위대는 몇 백이 넘었고, 그들은 국가 치안과 정부 부패에 대한 더 효과적인 접근을 요구했고, 공공의 편의를 늘려줄 것 또한 정부에 요구하였다. 정부는 전기 요금에 대한 보조금을 지급했다.
이 반정부 시위들로 저널리스트는 2003년 이라크 침공이 필요가 없었다고 진단했는데, 그 이유는 전쟁 없이도 사담 후세인이 혁명으로 무너졌을 것으로 봤기 때문이다.